# Koppe montana
Koppe montana là một loài nhện trong họ Corinnidae.
Loài này thuộc chi Koppe. Koppe montana được Christa L. Deeleman-Reinhold miêu tả năm 2001.